# Роксоляна (п'єса)
Роксоля́на — політично-історична п'єса в 5 діях українського письменника Гната Якимовича, вперше надрукована у 1869 році, в якій розповідається про життя української наложниці турецького султана Сулеймана І Роксолани. Перший в Україні твір про Роксолану.

## Історія створення і постановка
Гнат Якимович написав п'єсу у 1864 році, а у 1869 — видав, під псевдонімом «Ъ. Ь. Ь». Під цим криптонімом п'єсу уперше поставили 11 травня 1865 року у Львові.
Якимович зобразив історію Роксолани на тлі суспільного життя в Україні в XVI столітті, зокрема — боротьби між православними та католиками. Перший табір представила родина Лісовських, другий — міський староста і його небіж Ернст Тинський, який добивається руки Анастасії Лісовської.
Постановка «Роксоляни» стала приводом до цілої кампанії в польській пресі проти українського театру, через що Якимович був змушений переробити деякі сцени, а деякі — взагалі скоротити. Вистава йшла вже не в п'ятьох, а чотирьох актах. Якимович пом'якшив надто різкі риси в характерах героїв, особливо — польського старости. У виправленому вигляді виставу показали 18 березня і 26 квітня 1866 року у Львові, 26 травня 1867 — у Тернополі, 21 вересня — в Стрию тощо.

## Дійові особи
- Анастасія Лісовська — Роксолана,
- Лісовський — батько Насті,
- Анна Лісовська — мати Насті,
- староста,
- Ернст Тинський — небіж старости,
- султан — чоловік Насті,
- єзуїт Устницький,
- дяк Сопило.

## Критика п'єси і її постановки

### «Слово»
У 1865 році часопис «Слово» позитивно відгукнувся про постановку п'єси «Роксоляна», відзначив різноманітність ситуацій кожного акту, їх композиційну самостійність і водночас — зв'язок. Схвалив образ Роксоляни, в якій поєднався патріотизм і вірність переконанням. Разом з тим рецензент зазначив, що драма потребує композиційного доопрацювання. Мовляв, не відповідає дійсності участь польського короля Жигмонта у спробах єзуїтів переманити Анастасію до католицької віри, бо король не мав права видавати подібних декретів. На думку рецензента, вірніше було б показати, що такі спроби робили приватні особи — староста і Ернст Тинський.

### «Нива»
Теофіл Андрієвич у 1865 році у народовській «Ниві» розкритикував постановку п'єси. Він сумнівався в авторському визначенні «Роксоляни» як мелодрами. Вважав, що конфлікт в ній зведений тільки до питання віри Анастасії і не має компонентів, неодмінних для мелодрами. Він визначив жанр п'єси як «характеристичний образок». Також зазначав, що образ Анастасії окреслений дуже слабо, важко помітити межу між фанатизмом й її внутрішніми переконаннями, а героїзм героїні не вмотивований і взагалі належно не розкритий. 
| «Постать Лісовського видиться нам так неправдивою, що Лісовський, така щира душа, хотів, як кажуть antique educationis, говорити словами автора з 1865 року, а не автор словами Лісовського з XVI віку <…> Те ж саме і дяк Сопило: заявляє він так вирафіновану каденцію гадок, що її у тім виді ледве нині подибати можна, у якім бачимо в Роксоляні»[4]. |
Андрієвич вважав також, що характери героїв — окреслені слабо, ситуацій — мало, дія — млява, інтерес до драми з боку публіки — відсутній. Він навіть пропонував переробити п'єсу, скоротивши її до трьох актів: у першому — Анастасія потрапляє в полон, у другому — єзуїтство наступає на православну віру, в третьому — Роксоляна керує султаном і його імперією.
Андрієвич схвалив високомистецькі декорації до п'єси роботи художника Фрідріха Польмана (особливо тронну залу в п'ятому акті) і водночас — відзначив невідповідність епосі в одязі героїв.
| «Видиться нам велике absolutum застосовувати моди жіночі з нашого часу в драмі з XVI віка. Годилось би розпитати людей, з старовиною обзнакомлених, чи й за часів Роксоляни прибиралось жіноцтво в широкі криноліни»[4][5]. |
Музику до вистави написав популярний тоді композитор Іван Лаврівський. Але Андрієвич сказав про неї коротко:
| «Про музику мелодрами нема що згадувати»[2][5]. |
Збереглася пісня Роксоляни, уривок оркестрової партитури та одна мелодія з хору.
Про гру акторів Андрієвич згадав мимохідь:
| «Піддержали штуку доброю грою (Анастасія — Т. Бачинська, Лісовський — І. Сероїчковський, Анна Лісовська — В. Лукасевич, староста — А. Моленцький, султан — О. Бачинський, єзуїт Устницький — Ю. Нижанковський, дяк Сопило — А. Бучацький)»[2]. |

### «Gazety narodowej»
26 травня 1867 року виправлену виставу показали у Тернополі. Тамтешній кореспондент польської «Gazety narodowej» (Львів) повідомляв: ідейний зміст «Роксоляни» такий, що «турок навіть ліпший за ляха».

### «Русь»
У 1867 році львівська газета народовського спрямування «Русь» вмістила допис, у якому різко розкритикувала п'єсу та її автора: 
| «Годі писати таким людям драми, котрі, окрім «Євангелія» та «Псалтиря», нічого більш не читали і не бачили на своєму житті»[2][8]. |

### Дирекція імператорських театрів
У первісному варіанті ця п'єса була надрукована у 1869 році в Коломиї під назвою: «Роксоляна, политично-историческая драма в пять действиях, оригінальное сочинение Ъ. Ь. Ь.». У тому ж році Якимович послав драму в дирекцію імператорських театрів у Петербург. У супровідному листі автор писав, що йому, «крім внутрішнього задоволення, втім, тільки гоніння від чужих та своїх довелося чути» (оригінал російською — «кроме внутреннего удовольствия, впрочем, только гонения от чужих и своих досведчати лучалося»), що він почуватиме себе «достатньо винагородженим», якщо дирекція «знайде ту драму гідною вистави» і що ніякої винагороди від дирекції він «не домагається», хоч і «не знаходиться в блискучих обставинах». Цього листа надрукувала «Современная летопись» (додаток до «Московских ведомостей») за 1869 рік. А у відповіді Якимовичу газета написала:
| «Хоч зворушує нас будь-який відгук з рідної Червоної Русі, але, на біду, годі нам вволити волю Якимовича. Його «Роксолана» зовсім не драма, а просто лірична пісенька в діалогах, і ввести її на сцену не можна не тому, що написано її на галицько-волинському наріччі, а тому, що не відповідає вона ні одній зі сценічних вимог і немає в ній ні крихітки драматичної акції»[9]. |
З міністерства імператорського двору відповіли, що «мова, якою він пише, — це галицько-русинська мова, одне з наріч російської мови, які за розпорядженням імператорського двору на сцену не допускаються».
Критичний відгук в «Современной летописи» був останнім ударом по п'єсі. Ніколи більш вона не з’являлася вона на галицькій сцені. Про неї забули.

### Сучасність
Сучасний український театрознавець Ростислав Пилипчук п'єсу розкритикував:
| «Драма ця написана жахливою мовою і, не маючи добрих мистецьких прикмет, небезпідставно забута. Немає потреби воскрешати її до нового літературного або сценічного життя, але зміст її цікавий для історика не лише театру, а й ідейно-політичної боротьби в Галичині 60-х років ХІХ століття»[4]. |